# Algernon Kingscote

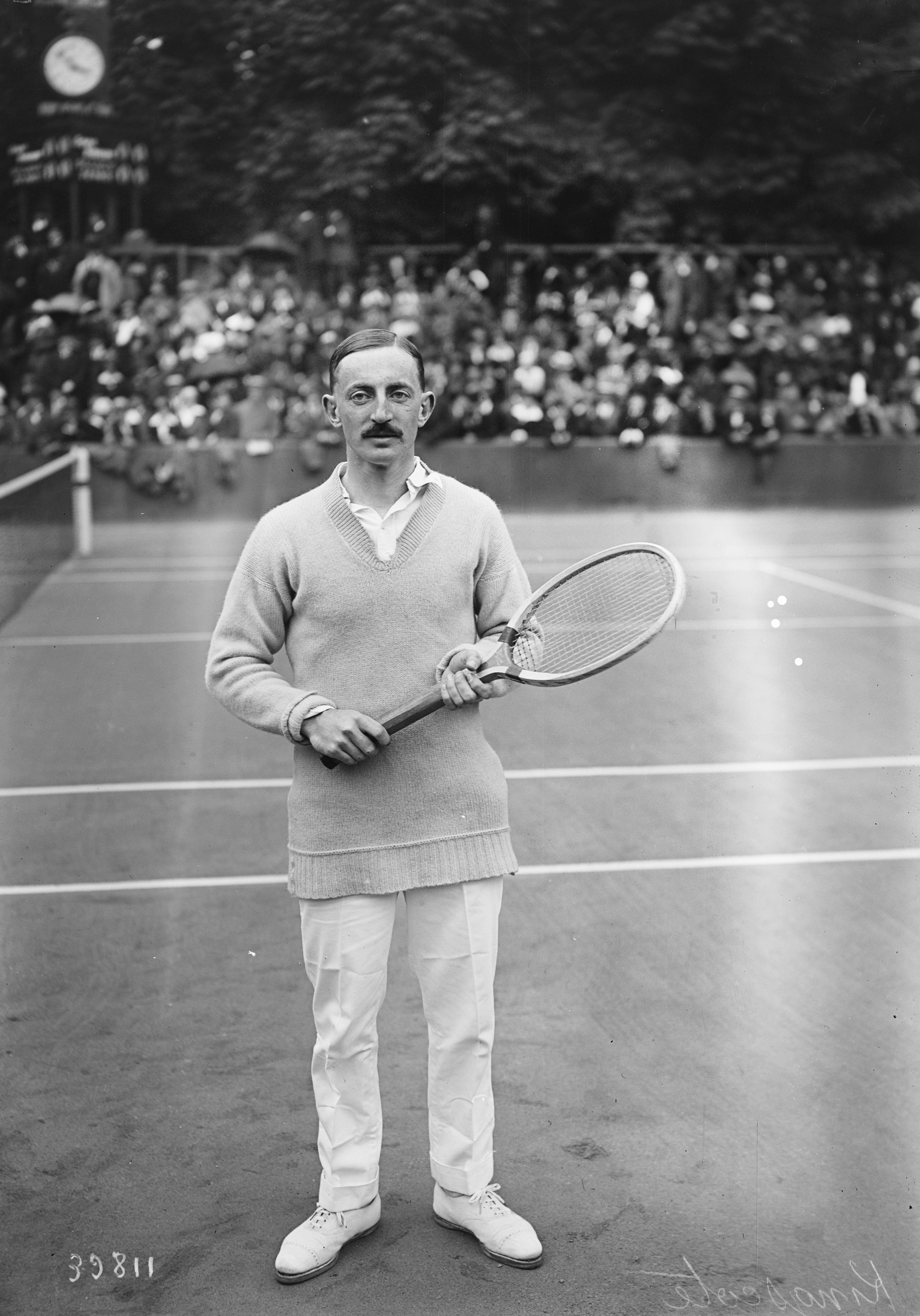
Algernon Kingscote (1914).

Algernon "Algie" Robert Fitzhardinge Kingscote, född 3 december 1888,  Bangalore, Indien, död 21 december 1964 i England, var en brittisk major och högerhänt tennisspelare.

## Tenniskarriären
Algernon Kingscote vann 1919 singeltiteln i Australiska mästerskapen. Han besegrade i finalen  Eric Pockley med 6-4, 6-0, 6-3. Samma år var han också i final i All Comers Round i Wimbledonmästerskapen som han dock förlorade mot den australiske ettan och slutsegraren Gerald Patterson. Året därpå mötte han blivande slutsegraren Bill Tilden i fjärde omgången i Wimbledon och pressade denne till fem set innan han slutligen fick ge sig. Kingscote visade vid upprepade tillfällen att han kunde spela jämna matcher med de främsta tennisspelarna i världen och han rankades själv som bäst som världsfemma (1919). 
Kingscote spelade i det brittiska Davis Cup-laget 1919-20, 1922 och 1924. Han spelade totalt 17 matcher av vilka han vann 9. I januari 1920 spelade det brittiska laget världsfinal, Challenge Round, mot ett lag från Australien. Britterna förlorade med 1-4 i matcher, men Kingscote stod för lagets enda seger. I sin ena singelmatch besegrade han James Outram Anderson (7-5 6-2 6-4), men han förlorade sin andra singelmatch mot Gerald Patterson.
Bill Tilden skriver i sin bok "The Art of Lawn Tennis" att Kingscote under 1910-11 tränades av den amerikanske spelaren Richard Williams under dennes tid i Schweiz. De båda spelarnas hade därför en liknande spelstil. Tilden beskriver Kingscotes serve som snabb, skruvad, välplacerad och skickligt maskerad. Den var också tämligen hård.   

## Grand Slam-titlar
- Australiska mästerskapen
  - Singel - 1919